# Fiorinia kandyensis
Fiorinia kandyensis är en insektsart som beskrevs av Green 1922. Fiorinia kandyensis ingår i släktet Fiorinia och familjen pansarsköldlöss.
Artens utbredningsområde är Sri Lanka. Inga underarter finns listade i Catalogue of Life.